# 张新华 (运动员)
張新華（1989年—），中國男子跳水運動員，海軍副連長級別。

## 主要成績
2008年全國跳水錦標賽男子單人3米板冠軍
2008國際泳聯跳水大獎賽馬德里站男子3米板冠軍
2008國際泳聯跳水大獎賽羅斯托克站男子3米板冠軍
2008國際泳聯跳水大獎賽羅馬站男子3米板冠軍 

2009年世界游泳錦標賽，以445.90分獲得一米板銀牌
2009世界盃系列賽卡塔爾站男子3米板冠軍
2009國際泳聯跳水大獎賽深圳男雙3米板冠軍
2009世界盃系列賽謝菲爾德站男雙3米板冠軍
2009年十一運會 與彭勃代表解放軍奪得雙人3米跳板銀牌。